# 善導寺駅
善導寺駅（ぜんどうじえき）は、福岡県久留米市善導寺町飯田にある、九州旅客鉄道（JR九州）久大本線の駅である。

## 歴史
- 1928年（昭和3年）12月24日：鉄道省（国有鉄道）の駅として開業[2][3]。
- 1971年（昭和46年）2月20日：業務委託駅となる[4]。
- 1982年（昭和57年）11月15日：貨物取扱廃止[3]。
- 1984年（昭和59年）2月15日：荷物扱い廃止[3]。無人化[5]。
- 1987年（昭和62年）4月1日：国鉄分割民営化により九州旅客鉄道が継承[2][3]。

## 駅構造

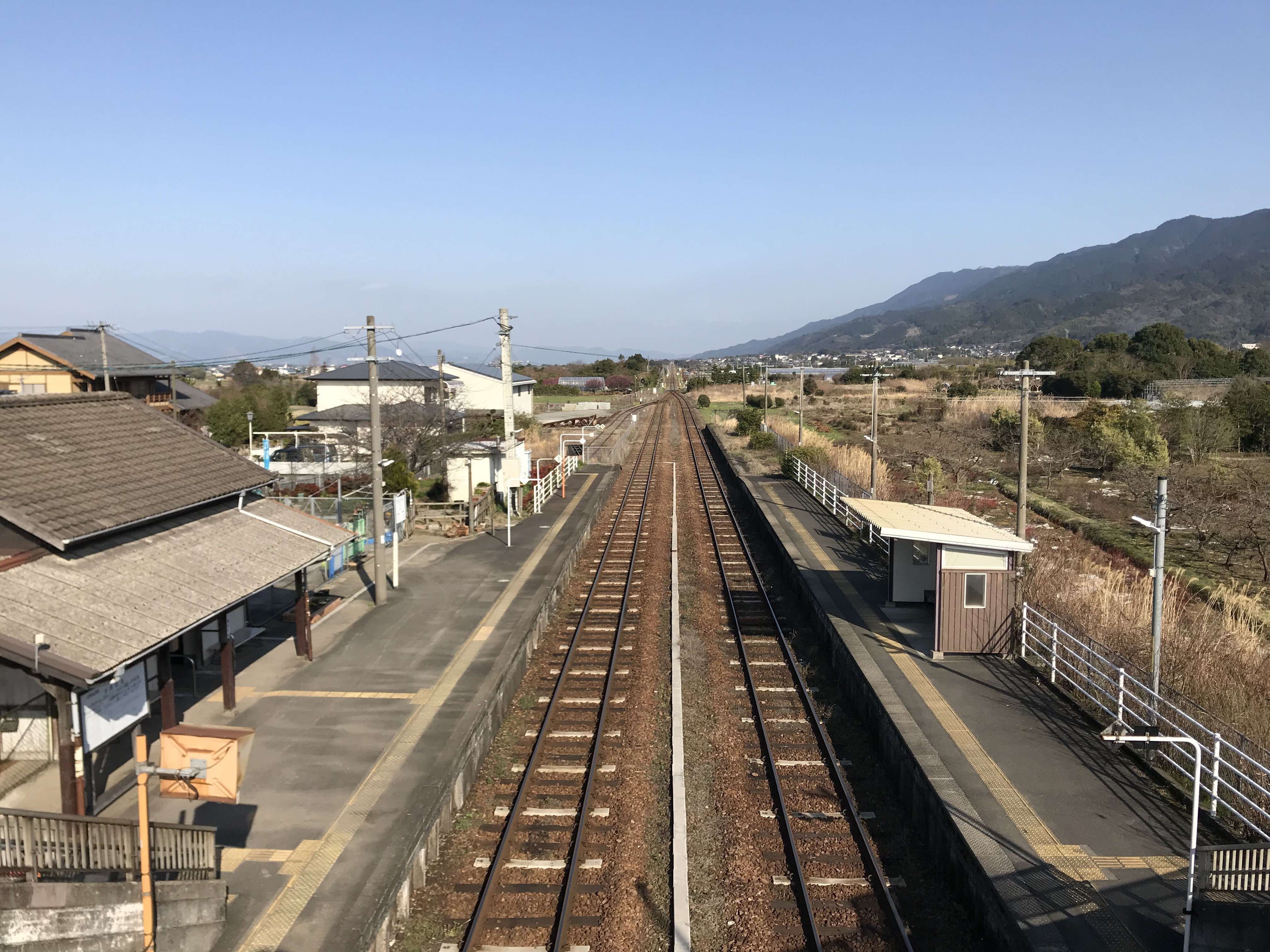
ホーム（2018年、跨線橋より）

相対式ホーム2面2線を持つ地上駅で、久留米-善導寺間の折り返し列車が設定されている。互いのホームは跨線橋で連絡している。
1971年（昭和46年）に業務委託駅となって以降、国鉄OBと職員の8人が出改札と小荷物取り扱いを行っていた。2000年頃には一時的に時間を限って駅員を配置していたが、現在は再び無人駅となっている。開業以来からの古い木造駅舎が残るが、かつての事務室部分を解体し、待合所部分を残すのみとなっている。解体された部分の址には、木が2本植えられている。
2012年12月1日よりSUGOCAが導入された。当駅からは原則として久留米駅方面のみ利用可能だが、久大本線、日田彦山線、後藤寺線を経由して向之原駅、城野駅、新飯塚駅以遠に行くことは可能である（3駅のいずれかに到達する前に下車することはできない）。また、当駅では改札のみの利用で、カードの購入やチャージはできない。これにより、久留米駅から当駅までは車内精算は行われなくなった（都市型ワンマン運転）。自動券売機が設置されている。駅舎には、1996年（平成8年）に行われた善導寺開基800年を記念大法要の際に、地域の人々が行った「数珠平和祈願祭」で作られた、全国から願いを書いた数珠玉を集めた長さ800mの数珠が掛けられている。
改札外には、多目的トイレと男女別の水洗トイレが設置されている。2019年に改築された。

### のりば
| のりば | 路線      | 方向 | 行先       | 備考                                     |
| ------ | --------- | ---- | ---------- | ---------------------------------------- |
| 1      | ■久大本線 | 下り | 日田方面   |                                          |
| 2      | ■久大本線 | 上り | 久留米方面 | 8時26分当駅始発列車は｢1番のりば｣から発車 |

## 利用状況
1966年（昭和41年）に完成したカゴメのソース工場の最寄り駅で、一時は貨物取り扱いの多い駅だった。
1974年（昭和49年）の1日平均乗降客は約400人、2021年度の1日平均乗車人員は255人である。

## 駅周辺

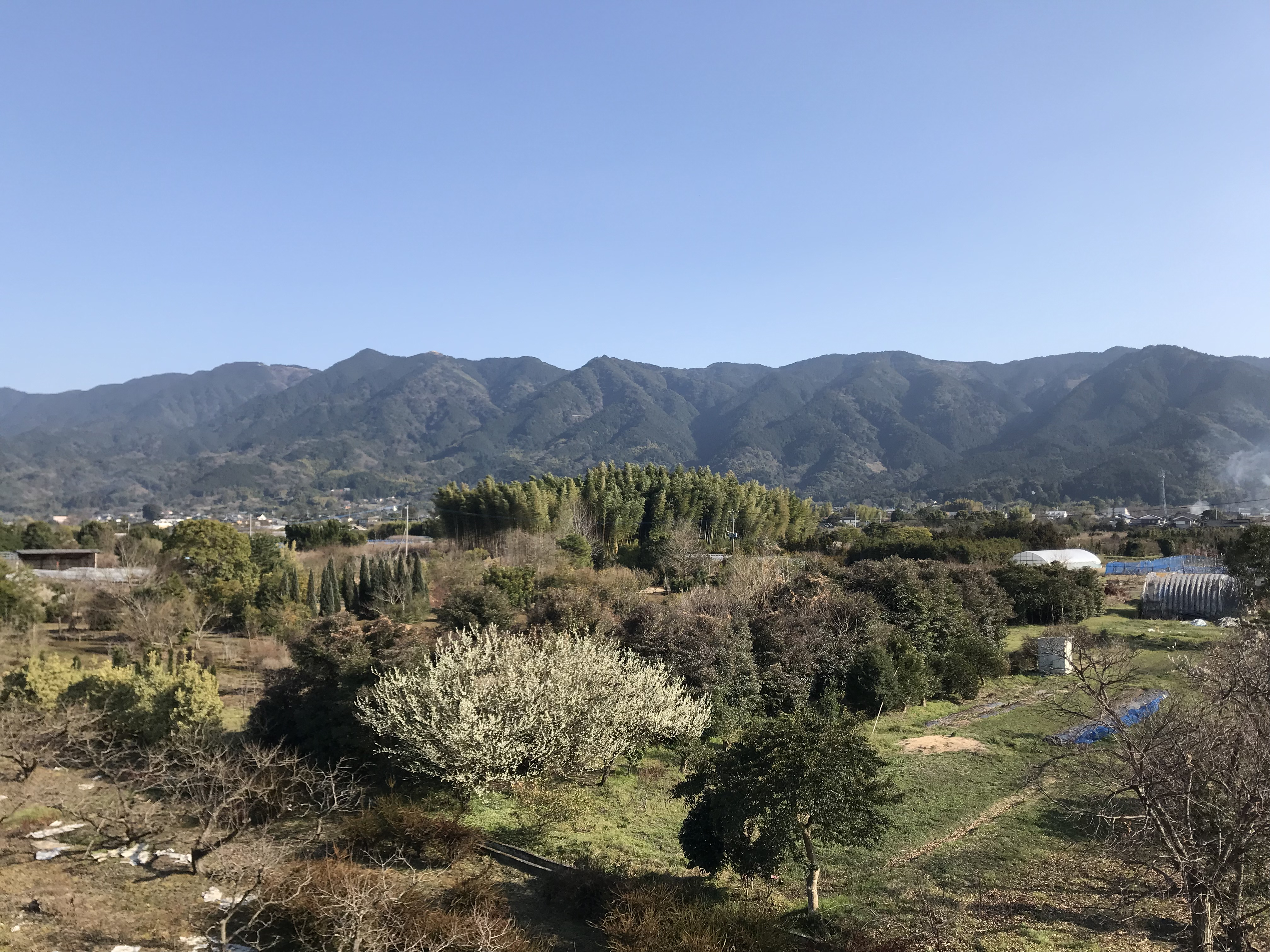
耳納連山（2018年、跨線橋より）

- 善導寺 - 浄土宗大本山。
- 久留米市立屏水中学校
- 善導寺郵便局
- 久留米市役所耳納市民センター
- サニー善導寺店

### 停車場線
善導寺駅に通じる県道は南北2路線ある。
- 福岡県道720号善導寺停車場耳納線
- 福岡県道740号上高橋善導寺停車場線 - 昭和30年代までは桜が植えられた並木道だった[6]。

## その他
- 2002年、役所広司主演の映画『EUREKA（ユリイカ）』の撮影のために使用された。
- 2007年、津田寛治主演の映画『Watch with Me 〜卒業写真〜』の撮影のために使用された。

## 隣の駅
九州旅客鉄道（JR九州）
■久大本線
御井駅 - 善導寺駅 - 筑後草野駅